# Eclissi solare del 5 gennaio 2038
L'eclissi solare del 5 gennaio 2038 è un evento astronomico che avrà luogo il suddetto giorno attorno alle ore 13:47 UTC.